# 矢部吉禎
矢部 吉禎（やべ よしただ、1876年3月3日 - 1931年8月23日）は、日本の植物学者。理学博士。位階および勲等は正四位・勲三等。東京生まれ。

## 人物
植物学者。中国大陸の高等植物の研究にあたる。理學博士。
地球科学者・矢部長克の兄。
妻敬子は貴族院議員・男爵中御門経隆の三女。

## 略歴
- 1897年 7月 第一高等学校卒業[3]。10月 東京帝国大学理科大学（現東京大学理学部) 動植物学科入学[4]。
- 1900年 7月 東京帝国大学理科大学植物学科卒業[5][6]。8月 東京帝国大学理科大学助手[7]。
- 1904年 8月 東京帝国大学理科大学助教授[8]。清國京師大學堂師範館（現北京大学）敎習。[9]。
- 1909年 2月 任期満了につき帰朝、廃官。
- 1910年 5月 東京女子高等師範学校（現お茶の水女子大学）講師
- 1911年 3月 東京女子高等師範学校教授[10]。
- 1916年 8月 理学博士（東京帝国大学より）[11]。
- 1929年 4月 東京文理科大学（現筑波大学）教授（兼）東京高等師範学校教授[12]。
- 1931年 8月 没。墓所は染井霊園。

## 栄典

### 位階
- 1908年 5月 - 従七位 : 官報(明治 7477号)
- 1911年 5月 - 正七位 : 官報(明治 8372号)
- 1913年 8月 - 従六位 : 官報(大正 311号)
- 1916年 2月 - 正六位 : 官報(大正 1058号)
- 1919年 1月 - 従五位 : 官報(大正 1947号)
- 1924年 3月 - 正五位 : 官報(大正 3501号)
- 1929年 8月 - 従四位 : 官報(昭和 860号)
- 1931年 8月 - 正四位 : 官報(昭和 1402号)

### 勲章等
- 1909年 10月 - 清國 三等第一双龍宝星 : 官報(明治 7898号)
- 1915年 11月 - 大礼記念章（大正） : 官報(大正 1332号)
- 1921年 4月 - 勲六等瑞宝章 : 官報(大正 2614号)
- 1924年 6月 - 勲五等瑞宝章 : 官報(大正 3560号)
- 1926年 6月 - 勲四等瑞宝章 : 官報(大正 4152号)
- 1928年 11月 - 大礼記念章（昭和） [官報(昭和 989号)(昭和5年4月19日) 附録:辞令 p.6]
- 1931年 7月 - 勲三等瑞宝章 : 官報(昭和 1361号)

## 主な著作物
- Y. Yabe (1900). “Catalogus plantarum ad stationem zoologicam Misakensem sponte crescentium”. The Botanical Magazine 14 (158):  e42-e43. doi:10.15281/jplantres1887.14.158_42.
- Y. Yabe (1902). “Revisio Umbelliferarum Japonicarum”. The journal of the College of Science, Imperial University of Tokyo, Japan (東京帝國大學紀要 理科) 16:  1-108. doi:10.15083/00037934. NAID 120001852474. NCID BA36794872. hdl:2261/32725.NCID BA36794872
- Y. Yabe (1903). “Enumeratio Plantarum Alpinarum in Monte Shirouma (Prov. Shinano) collectarum”. The Botanical Magazine 17 (192):  e15-e27. doi:10.15281/jplantres1887.17.192_15b.
- Yoshitada Yabe (1903). “Filices Koreæ”. The Botanical Magazine 17 (194):  e63-e69. doi:10.15281/jplantres1887.17.194_63. NAID 130004076177.
- Y. Yabe (1912). An enumeration of plants hitherto known from South Manchuria (南滿洲植物目録). 南滿洲鐡道株式會社中央試驗所. NCID BA36522817. NDLJP:946865
- Y. Yabe (1914). Icones florae Manchuricae (滿洲植物圖説). 1. 南滿洲鐡道株式會社. NCID BA36345562. NDLJP:1014925
- Yoshitada Yabe (1915). “On Some New or Little Known Plants from Northern China (北支那産新植物)”. The Botanical Magazine 29 (346):  e238-e241. doi:10.15281/jplantres1887.29.346_238.
- 矢部吉禎 (1917). 東蒙古ニ於ケル牧草及雜草 ; 東蒙古植物目録. 産業資料. 南滿洲鐡道株式會社地方部地方課. NCID BN14380448
- Y. Yabe (1919). A preliminary report on the flora of Tsing-tau-region (青島植物豫察調査報告). 産業資料. 南滿洲鐡道株式會社地方部勧業課. NCID BA4973610X. NDLJP:944509
- 矢部吉禎 (1927). “八重黄花しやくなげニ就テ”. 植物學雜誌 41 (483):  271-273 + pl. VIII-IX. doi:10.15281/jplantres1887.41.271. NAID 130004211093.
- Y. Yabe (1932). “On the sexual Reproduction of Prasiola japonica YATABE”. 東京文理科大學 紀要, 理科, Sec. B. 1 (3):  1-4 + pl..
- 矢部吉禎『支那植物叢話』西ヶ原刊行會〈博物學叢書〉、1941年。 NCID BN16010880。NDLJP:1683819。

## 人物像を記したもの
矢部の没後に、追悼記事として記されたものは , , , ,  がある。また、後年  の中に 小林義雄 (菌類学者) が  を記した。
この  は、加筆修正されて  に収録された。さらにそれが（一部修正されて） に収められた。この際に、誤った「よみがな」が振られた為に、それが世間に広まった。詳細は、別項に記す。
 の矢部吉禎の項の記述は、この  をベースに記述されている。

## 名前の表記、「よみがな」, ローマ字表記, 生年 の誤記について

### 「禎」の字体について
「禎」は、旧字体 (示 貞)で印刷・出版されているものが多いが、本人の書残したものでも「禎」の字体で記載しているものがある。

### Y.Yabe
Y.Yabe と略記が多用された理由は、同時期に同じ東京帝國大學 理科大學地質學科に在籍した、実弟 矢部長克 (やべ ひさかつ, YABE Hisakatsu, H.Yabe) と区別するためである。
Y.Yabe も H.Yabe も IPNI に登録済の名前である。
明治末期から昭和初期にかけて、二人とも揃って博物の植物・地質の第一線で研究に当たったので、当時は「植物の矢部」は吉禎を 「地質の矢部」は長克を指すのが、学者の間の暗黙であった。

### 大井次三郎「日本植物誌」の中の誤記
大井次三郎の中の2つの誤記がある。
```
1) p.20 l.23
誤 : 矢部吉禎(18
6
6～1931)
正 : 矢部吉禎(18
7
6～1931)
2) p.1267 右段 l.21
誤 : Yoshita
k
a
正 : Yoshita
d
a
```

この誤りが訂正されぬまま 英語に翻訳された も 出版されたため、海外の文献で Yoshitaka の誤表記が目立つ。日本でもこれを参照したと思われる誤記はの文中などにある。
後年 北村四郎 が  で 2) の誤りを指摘しているが 1) については指摘出来ていない。

### 木村陽二郎の誤記
木村陽二郎 は  の中の「第2章 日本における自然史研究 第3節 明治大正時代の植物学」(pp.638-646) を執筆しているが、この中で矢部の名前に「よしさだ」の誤ったよみがなを振っている。また、同書の p.645 l.33 では矢部の生年を 1866年と誤記している。これらから想像するに、木村は  を参照したが、名前の Yoshitaka は誤記だと把握していたが、正しい読みを確認することなく「よしさだ」と記したと思われる。
その後、この木村の記述は に転載され、さらに に転載されて（さらに悪いことに、原文にふりがなの振られていなかった小林の記述部分にも誤ったふりがなが振られたために）誤った読みが広まることになった。（誰か この誤りに気付いた人が居たらしく p.27 l.32 だけ、正しいふりがなが振られている）
専門家ですら、個々の論文執筆者の原典を確認することを怠り、この過ちを繰り返している。例えば 大場秀章 は  の中の矢部吉禎の項で誤った読みを採用している。